# Angel Haze
Angel Haze (* 1991 in Detroit; eigentlicher Name Raeen Angel Wilson) ist eine US-amerikanische rappende Person. Am 30. September 2022 gab sie auf Facebook bekannt, dass ihr neuer Künstlername ROES sei. Ihr Facebook-Account ist nach wie vor mit Angel Haze benannt.

## Biografie
Angel Haze ist zum Teil indianischer Abstammung (ihr Cherokee-Name ist Raee’n Wahya) und wuchs ohne ihren Vater in Detroit in der Pfingstgemeinschaft Greater Apostolic Faith in Virginia auf. Ihre Erfahrungen mit traumatischen Erlebnissen und Vergewaltigungen schrieb sie zuerst in Tagebüchern in Gedichten und nach dem Bruch mit der Kirche mit 16 Jahren auch in Raptexten nieder. Haze zog nach New York und nahm ein Neurologie-Studium auf, wandte sich dann aber ganz der Rapmusik zu. Im Internet veröffentlichte sie mehrere Mixtapes und die EP Reservation. Durch den Erfolg wurde auch Island Records auf sie aufmerksam und im August 2012 unterschrieb sie einen Plattenvertrag. Kurz darauf erschien ihre erste Single über ihre Heimatstadt New York, die in Großbritannien in die Charts kam. Das Album Reservation wurde als kostenloser Download angeboten.

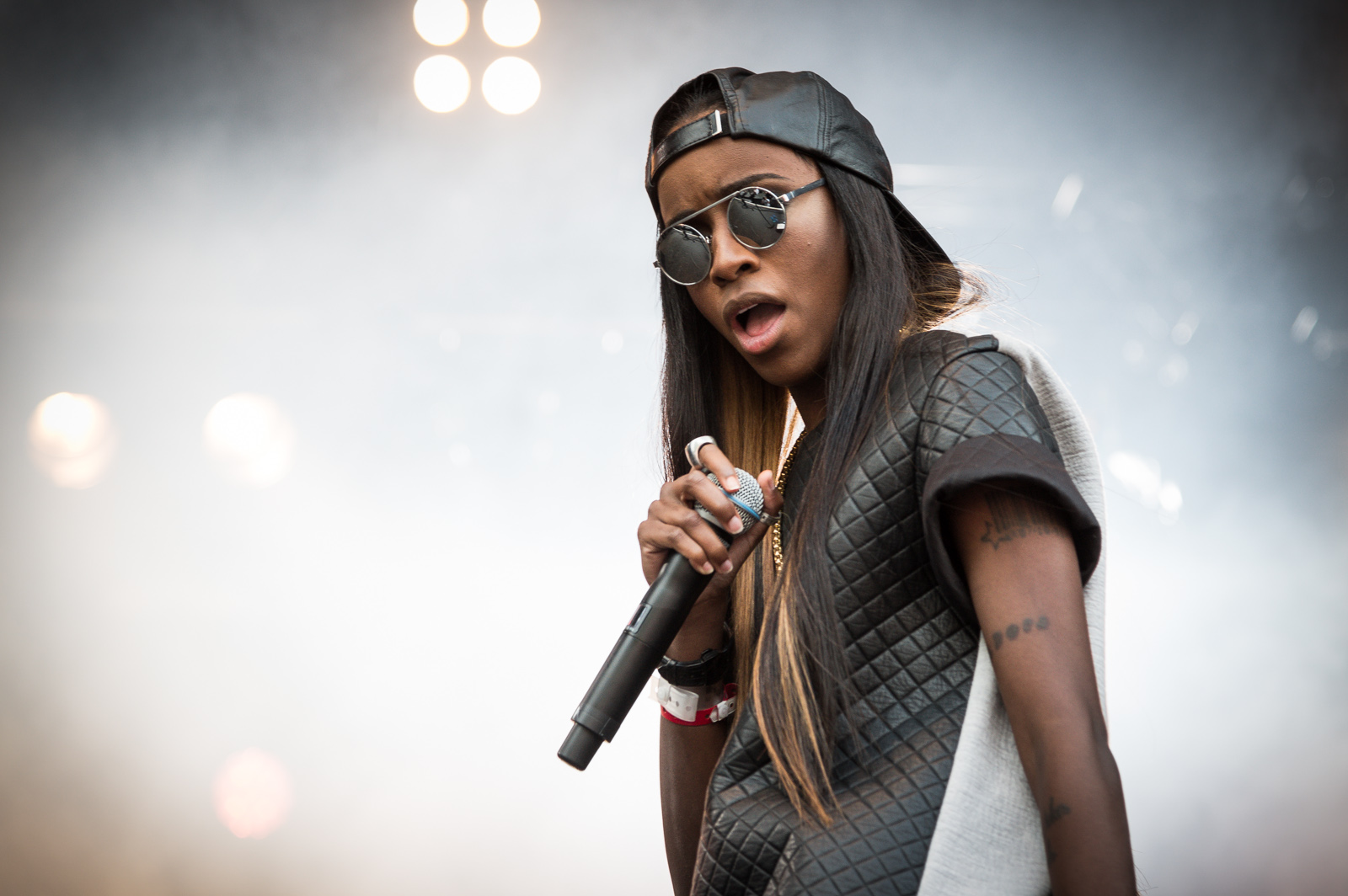
Angel Haze beim norwegischen Øyafestivalen am 10. August 2013

In den Prognosen der Musiksender, wer 2013 den Durchbruch schaffen würde, wurde ihr Name häufig genannt. So gehörte sie zu den zehn Kandidaten von MTV Brand New for 2013 und belegte Platz 3 in der BBC-Umfrage Sound of 2013. Es dauerte aber ein ganzes Jahr bis zur Veröffentlichung ihres offiziellen Debütalbums: Dirty Gold erschien erst zum Jahreswechsel 2013/14 und konnte sich dann nur in den Heatseeker-Charts für neue Künstler platzieren. Die auf dem Album enthaltene Kollaboration mit der Australierin Sia Furler mit dem Titel Battle Cry wurde noch ein kleinerer Erfolg in Großbritannien.

## Privatleben
Angel Haze hat sich nach der Pornodarstellerin Jenna Haze benannt, in Verbindung mit ihrem Mittelnamen Angel; 2012 beschreibt der Guardian sie als pansexuell. In ihrem Freestyle-Rap von Macklemores Lied Same Love äußert sie sich Ende 2013 offen zu ihrer queeren Lebensweise und den Problemen, die sie unter anderem dadurch mit ihrer konservativen Mutter bekam. Sie definiert sich im Rap selbst: „Nein, ich bin nicht homosexuell, nicht heterosexuell, und sicher wie die Hölle bin ich nicht bisexuell“; sie tritt dafür ein, sich selbst zu akzeptieren und betont: „Und das einzige, was zu tun ist, ist die Liebe an die erste Stelle zu setzen“.
2015 beschreibt Haze sich als ungeschlechtlich (agender) und beansprucht geschlechtsneutrale Fürwörter. 2016 sagt sie in einem Interview mit dem Evening Standard, dass es ihr egal sei, ob sie mit männlichen oder mit weiblichen Fürwörtern bezeichnet werde; sie sei von keinem Geschlecht, stattdessen: „Ich verstehe mich als eine Erfahrung.“

## Diskografie
Alben
- 2013: Dirty Gold
- 2015: Back to the Woods
- 2016: Reservation

EPs
- 2012: New York
- 2013: Spotify Sessions
- 2021: Girl With The Gun

Mixtapes
- 2011: King
- 2012: Voice
- 2012: Reservation
- 2012: Classick

Singles
- 2012: New York
- 2013: Echelon (It’s My Way)
- 2014: Battle Cry (feat. Sia)
- 2015: Impossible
- 2015: Babe Ruthless
- 2015: Moonrise Kingdom
- 2016: Resurrection
- 2017: No Limits
- 2018: Brooklyn
- 2020: War Inside
- 2021: The Altar
- 2021: Weight
- 2021: Never Seen

Gastbeiträge
- 2013: Lootin in London (RDGLDGRN feat. Angel Haze)
- 2014: I Own It (Nacey feat. Angel Haze)
- 2015: NSFW (Timeflies feat. Angel Haze)
- 2015: Pleasure This Pain (Kwamie Liv feat. Angel Haze)
- 2019: Everybody Come Together (Natasha Bedingfield feat. Angel Haze)